# Henry Okebugwu
Henry Chimuchem Okebugwu (Umuahia, 19 giugno 1998) è un calciatore nigeriano, centrocampista dell'Al Bashaer.

## Carriera

### Club
Il 25 agosto 2022 viene acquistato a titolo definitivo dalla squadra azera del Turan Tovuz.

### Nazionale
Ha giocato nella nazionale nigeriana Under-17.

## Statistiche

### Presenze e reti nei club
Statistiche aggiornate al 4 novembre 2022.
| Stagione         | Squadra          | Campionato       | Campionato | Campionato | Coppe nazionali | Coppe nazionali | Coppe nazionali | Coppe continentali | Coppe continentali | Coppe continentali | Altre coppe | Altre coppe | Altre coppe | Totale | Totale |
| Stagione         | Squadra          | Comp             | Pres       | Reti       | Comp            | Pres            | Reti            | Comp               | Pres               | Reti               | Comp        | Pres        | Reti        | Pres   | Reti   |
| ---------------- | ---------------- | ---------------- | ---------- | ---------- | --------------- | --------------- | --------------- | ------------------ | ------------------ | ------------------ | ----------- | ----------- | ----------- | ------ | ------ |
| 2015-2016        | Ifeanyi Ubah     | PL               | 6          | 0          | CN              | 0               | 0               | -                  | -                  | -                  | -           | -           | -           | 6      | 0      |
| 2017-2018        | Egnatia          | KP               | 21         | 1          | CA              | 0               | 0               | -                  | -                  | -                  | -           | -           | -           | 21     | 1      |
| 2018-2019        | Kastrioti        | KS               | 26         | 2          | CA              | 2               | 0               | -                  | -                  | -                  | -           | -           | -           | 28     | 2      |
| 2019-2020        | Kastrioti        | KP               | 9          | 1          | CA              | 1               | 0               | -                  | -                  | -                  | -           | -           | -           | 10     | 1      |
| 2020-2021        | Kastrioti        | KS               | 28+1       | 2+0        | CA              | 1               | 1               | -                  | -                  | -                  | -           | -           | -           | 30     | 3      |
| 2021-2022        | Kastrioti        | KS               | 30         | 0          | CA              | 2               | 0               | -                  | -                  | -                  | -           | -           | -           | 32     | 0      |
| Totale Kastrioti | Totale Kastrioti | Totale Kastrioti | 93+1       | 5+0        |                 | 6               | 1               |                    | -                  | -                  |             | -           | -           | 100    | 6      |
| 2022-2023        | Turan Tovuz      | PL               | 8          | 1          | CA              | 0               | 0               | -                  | -                  | -                  | -           | -           | -           | 8      | 1      |
| Totale carriera  | Totale carriera  | Totale carriera  | 128+1      | 7+0        |                 | 6               | 1               |                    | -                  | -                  |             | -           | -           | 135    | 8      |